# Taiaçu
Taiaçu là một đô thị ở bang São Paulo của Brasil.

## Địa lý
Đô thị này nằm ở vĩ độ 21º08'40" độ vĩ nam và kinh độ 48º30'45" độ vĩ tây, trên khu vực có độ cao 565 m. Dân số năm 2004 ước tính là 5.929 người.

### Sông ngòi
- Rio Turvo
- Rio Tabarana
- Córrego São José

### Các xa lộ
- SP-326